# Eficiencia ecológica
La eficiencia ecológica se refiere a la eficacia con la que la energía se transfiere de un nivel trófico a otro. Esta eficiencia está determinada por la combinación de eficiencias relacionadas con la adquisición y asimilación de recursos orgánicos dentro de un ecosistema.

## Transferencia de energía

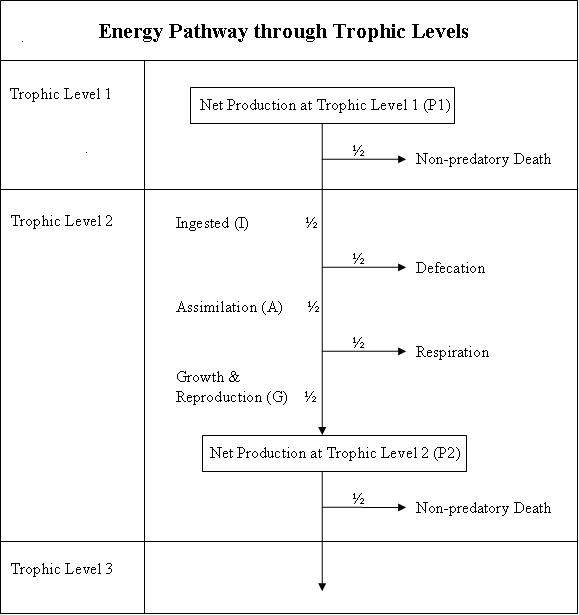
Un diagrama de transferencia de energía entre niveles tróficos.

La producción primaria tiene lugar en los organismos autótrofos de un ecosistema. Los fotoautótrofos, como las plantas vasculares y las algas, transforman la energía solar en energía almacenada en forma de compuestos de carbono. La fotosíntesis se realiza en la clorofila de las plantas verdes. La energía convertida a través de la fotosíntesis se transfiere a lo largo de los niveles tróficos de un ecosistema a medida que los organismos consumen a los miembros de niveles tróficos inferiores.
La producción primaria puede ser clasificada en dos categorías: producción primaria bruta y producción primaria neta. La producción primaria bruta es una medida de la cantidad de energía que un organismo fotosintético obtiene del sol. Por ejemplo, si consideramos una brizna de hierba que absorbe x julios de energía solar, la fracción de esa energía que se convierte en glucosa refleja la productividad bruta de la brizna de hierba. Por otro lado, la producción primaria neta se refiere a la energía que queda después de que el organismo ha utilizado parte de esa energía en su proceso de respiración. En términos generales, la producción bruta se refiere a la energía contenida dentro de un organismo antes de la respiración, mientras que la producción neta se refiere a la energía que queda después de la respiración. Estos términos son utilizados para describir la transferencia de energía tanto en organismos autótrofos como en heterótrofos.
La transferencia de energía entre los diferentes niveles tróficos suele ser ineficiente, lo que significa que la producción neta en un nivel trófico es generalmente solo el 10% de la producción neta en el nivel trófico anterior (conocido como la ley del diez por ciento). Esto se debe a que una cantidad significativa de energía se pierde en el medio ambiente debido a la muerte, la eliminación de desechos y la respiración celular no depredadora, en lugar de ser absorbida por los consumidores para su propio crecimiento y desarrollo. Aunque estas fracciones pueden variar considerablemente de un ecosistema a otro y de un nivel trófico a otro, en general, se estima que aproximadamente la mitad de la energía se pierde en cada etapa de muerte, eliminación de desechos y respiración no depredadora. Por lo tanto, la producción neta en un nivel trófico se reduce a la mitad en cada una de estas etapas, lo que resulta en aproximadamente el 10% de la energía disponible en el nivel trófico anterior.
Por ejemplo, supongamos que el nivel trófico 1 produce 500 unidades de energía. La mitad de esa cantidad se pierde por muerte no depredadora, mientras que la otra mitad (250 unidades) es ingerida por el nivel trófico 2. La mitad de la cantidad ingerida se expulsa mediante la defecación, dejando la otra mitad (125 unidades) para ser asimilada por el organismo. Finalmente, la mitad de la energía restante se pierde mediante la respiración mientras que el resto (63 unidades) se utiliza para el crecimiento y la reproducción. Esta energía gastada en crecimiento y reproducción constituye la producción neta del nivel trófico 1, que es igual a {\displaystyle 500*1/2*1/2*1/2=63} unidades.

## Cuantificar la eficiencia ecológica
La eficiencia ecológica es una combinación de varias eficiencias relacionadas que describen la utilización de recursos y el grado en que los recursos se convierten en biomasa.
- La eficiencia de explotación es la cantidad de alimento ingerido dividida por la cantidad de producción de presas ({\displaystyle I_{n}/P_{n-1}})
- La eficiencia de asimilación es la cantidad de asimilación dividida por la cantidad de ingestión de alimentos ({\displaystyle A_{n}/I_{n}})
- La eficiencia de la producción neta es la cantidad de producción de consumo dividida por la cantidad de asimilación ({\displaystyle P_{n}/A_{n}})
- La eficiencia de la producción bruta es la eficiencia de asimilación multiplicada por la eficiencia de la producción neta, que equivale a la cantidad de producción de consumo dividida por la cantidad de ingestión ({\displaystyle P_{n}/I_{n}})
- La eficiencia ecológica es la eficiencia de explotación multiplicada por la eficiencia de asimilación multiplicada por la eficiencia de producción neta, que equivale a la cantidad de producción de consumo dividida por la cantidad de producción de presas ({\displaystyle P_{n}/P_{n-1}})

Teóricamente, es fácil calcular la eficiencia ecológica utilizando las relaciones matemáticas anteriores. Sin embargo, a menudo resulta difícil obtener mediciones precisas de los valores involucrados en el cálculo. Evaluar la ingestión, por ejemplo, requiere conocer la cantidad bruta de alimentos consumidos en un ecosistema, así como su contenido calórico. Una medición de este tipo rara vez es mejor que una estimación fundamentada, particularmente en relación con ecosistemas que son en gran medida inaccesibles para los ecólogos y las herramientas de medición. Como resultado, la eficiencia ecológica de un ecosistema a menudo no es mejor que una aproximación. Por otro lado, una aproximación puede ser suficiente para la mayoría de los ecosistemas, donde lo importante no es obtener una medida exacta de la eficiencia, sino una idea general de cómo se mueve la energía a través de sus niveles tróficos.

## Aplicaciones
En entornos agrícolas, maximizar la transferencia de energía del productor (alimentos) al consumidor (ganado) puede generar beneficios económicos. Ha surgido un subcampo de la ciencia agrícola que explora métodos de seguimiento y mejora de la eficiencia ecológica y afines.
Al comparar la eficiencia neta de la utilización de energía por el ganado, las razas históricamente criadas para la producción de carne, como la Hereford, superaron a las criadas para la producción de lácteos, como la Holstein, en la conversión de la energía del alimento en energía almacenada en forma de tejido. Esto se debe a que el ganado vacuno almacena más grasa corporal que el ganado lechero, ya que el almacenamiento de energía en forma de proteínas estaba al mismo nivel en ambas razas. Esto implica que el cultivo de ganado para sacrificio es un uso más eficiente del alimento que el cultivo para la producción de leche.
Si bien es posible mejorar la eficiencia del uso de energía por parte del ganado, es vital para la cuestión alimentaria mundial considerar también las diferencias entre la ganadería y la agricultura vegetal. La concentración calórica en los tejidos grasos es mayor que en los tejidos vegetales, lo que hace que los organismos ricos en grasas estén más concentrados energéticamente; sin embargo, la energía necesaria para cultivar piensos para el ganado sólo se convierte parcialmente en células grasas. El resto de la energía aportada al cultivo de piensos la respira o ingiere el ganado y no puede ser utilizada por los humanos.
De un total de 28,400 terawatt-horas de la energía utilizada en los EE. UU. en 1999, el 10,5% se utilizó en la producción de alimentos, y el porcentaje representa alimentos de los niveles tróficos tanto del productor como del consumidor primario. Al comparar el cultivo de animales con el de plantas, existe una clara diferencia en la magnitud de la eficiencia energética. Las kilocalorías comestibles producidas a partir de kilocalorías de energía requeridas para el cultivo son: 18,1% para el pollo, 6,7% para la carne vacuna alimentada con pasto, 5,7% para el salmón de piscifactoría y 0,9% para el camarón. Por el contrario, las patatas producen el 123%, el maíz el 250% y la soja produce el 415% de las calorías ingeridas convertidas en calorías que pueden ser utilizadas por los seres humanos. Esta disparidad en eficiencia refleja la reducción de la producción al subir niveles tróficos. Por tanto, es más eficiente energéticamente formar una dieta a partir de niveles tróficos más bajos.

## Ley del diez por ciento
La ley del diez por ciento de transferencia de energía de un nivel trófico al siguiente puede atribuirse a Raymond Lindeman (1942), aunque Lindeman no la llamó "ley" y citó eficiencias ecológicas que oscilaban entre el 0,1% y el 37,5%. Según esta ley, durante la transferencia de energía de los alimentos orgánicos de un nivel trófico al siguiente nivel superior, sólo alrededor del diez por ciento de la energía transferida se almacena en forma de carne. El resto se pierde durante la transferencia, se descompone en la respiración o se pierde por digestión incompleta en un nivel trófico superior.

### 10% ley
Cuando los organismos se consumen, aproximadamente el 10% de la energía del alimento se fija en su carne y está disponible para el siguiente nivel trófico (carnívoros u omnívoros). Cuando un carnívoro o un omnívoro consume a su vez a ese animal, sólo alrededor del 10% de la energía se fija en su carne para el nivel superior.
Por ejemplo, el sol libera 10.000 J de energía, luego las plantas toman sólo 100 J de energía de la luz solar (excepción: las plantas sólo absorben el 1% de la energía del sol); a partir de entonces, un ciervo tomaría 10 J (10% de la energía) de la planta. Un lobo que se comiera al ciervo solo consumiría 1 J (10% de la energía del ciervo). Un humano que se comiera al lobo consumiría 0,1 J (10% de la energía del lobo), etc.
La ley del diez por ciento proporciona una comprensión básica sobre el ciclo de las cadenas alimentarias. Además, la ley del diez por ciento muestra la ineficiencia de la captura de energía en cada nivel trófico sucesivo. La conclusión racional es que la eficiencia energética se conserva mejor obteniendo los alimentos lo más cerca posible de la fuente de energía inicial.

### Fórmula
Energía en el nivel n(ésimo) = (energía dada por el sol)/(10)^(n+1),